# 陸繼輅
陸繼輅（1772年—？），字祁孫，別字修平、又商、商对、季木，号修平居士，别署小元池居士，室號崇百藥齋、靃莊、龍蛇影外風雨聲中之軒，江蘇陽湖縣人，嘉慶五年庚申恩科舉人，道光十一年任江西貴溪縣知縣。系清代「陽湖派」代表作家。與其兄子陸耀遹齊名，並稱為“二陸”。

## 延伸阅读
[在维基数据编辑]
 《清史稿/卷486》，出自趙爾巽《清史稿》